# Cobequid Bay
Cobequid Bay – zatoka (ang. bay) zatoki Minas Basin w kanadyjskiej prowincji Nowa Szkocja, w hrabstwach Colchester i Hants; nazwa urzędowo zatwierdzona 3 grudnia 1941.